# Erde (2019)
Erde ist ein österreichischer Dokumentarfilm von Nikolaus Geyrhalter aus dem Jahr 2019. Er beschreibt an sieben Schauplätzen, wie der Mensch die Erde nutzt und dabei Raubbau an ihr begeht.

## Inhalt
In einem strengen Rahmen nähert sich der Film den verschiedenen Schauplätzen: Zunächst eine ausführliche, statische Vogelperspektive, dann der Wechsel zum Boden und die Annäherung an die Maschinen, die sich in die Erde oder den Felsen graben. Schließlich folgt die Kamera einem Menschen, der kurz darauf ruhig interviewt wird und dabei frontal den Zuschauer anblickt.
Die Menschen reden über ihre Arbeit, rechtfertigen sie zumeist, äußern aber auch kritische Gedanken. Fragen werden zurückhaltend von einer Person hinter der Kamera gestellt, immer wieder werden Bilder der eingesetzten Maschinen gezeigt.
Der kanadische Schauplatz weicht von der geschilderten Form ab: Hier erkunden zwei Einheimische ein früheres Fracking-Testgebiet und untersuchen verschiedene Hinterlassenschaften und die Schäden an der Natur.
Es gibt keine Musik und keine Kommentare, dafür viel Originaltöne der Maschinen.
Die Schauplätze sind:
- ein Baugelände mit der Einebnung von Bergen im San Fernando Valley, Kalifornien, USA
- eine Kupfermine in Minas de Riotinto, Spanien, mit einer benachbarten archäologischen Grabung
- ein Marmor-Steinbruch in Carrara, Italien
- der Brennerbasistunnel in Österreich
- ein Braunkohletagebau in Visonta, Ungarn
- die Asse, ein Salzbergwerk in Deutschland, in dem Atommüll eingelagert wird
- ein Fracking-Testgebiet in Kanada

## Kritik und Rezeption
Lars Dolkemeyer meint auf kinozeit.de: „Der Film selbst spannt sich zwischen schierer ästhetischer Überwältigung und dem Horror dessen, was sich in dieser Überwältigung ausdrückt – zwischen der abstrakten Choreographie der Maschinen und dem Größenwahn der Idee, tatsächlich so etwas wie einen Kampf gegen den Planeten führen und gewinnen zu können.“
Der NDR meint: „Der Film ist ein beeindruckendes Plädoyer gegen den Raubbau an der Natur durch den Menschen.“
Hannah Pilarczyk schreibt auf Spiegel Online: „Es ist die große Frage des Zeitalters des Menschen...: Wo hört die Gestaltung der Erde durch den Menschen auf, und wo beginnt die Zerstörung?“

## Auszeichnungen und Nominierungen (Auswahl)
Internationale Filmfestspiele Berlin 2019
- Auszeichnung mit dem Preis der Ökumenischen Jury in der Sektion Forum

Diagonale 2019
- Auszeichnung in der Kategorie Bestes Sounddesign Dokumentarfilm (Florian Kindlinger)

Schnitt-Preis 2019
- Nominierung für den Bild-Kunst Schnitt Preis Dokumentarfilm (Niki Mossböck)[6]

Österreichischer Filmpreis 2020
- Auszeichnung in der Kategorie Bester Dokumentarfilm (Ralph Wieser, David Bohun, Sebastian Brameshuber)[7]
- Nominierung in der Kategorie Beste Tongestaltung (Originalton: Pavel Cuzuioc, Simon Graf, Lenka Mikulová, Hjalti Bager-Jonathansson, Nora Czamler, Andreas Hamza, Eva Hausberger, Sounddesign: Florian Kindlinger, Mischung: Alexander Koller)